# Antonio Libero Scarpa
Antonio Libero Scarpa (Venezia, ... – ...; fl. XX secolo) è stato un dirigente sportivo e allenatore di calcio italiano.

## Carriera
Insegnante di ginnastica all'Istituto Tecnico di Vicenza, fu il primo vero pioniere del calcio vicentino. Nel giugno 1898 ideò e organizzò a Vicenza il primo Campionato studentesco nel cortile delle scuole di Santa Caterina. Fece parte del I consiglio direttivo provvisorio del 9 marzo 1902, la data ufficiale di fondazione dell'Associazione Calcio Vicenza, squadra che allenò dal 1902 al 1908 e di cui fu anche presidente dal 1903 al 19 gennaio 1908, giorno in cui diede le dimissioni da entrambi gli incarichi.